# Chris Lori
Chris Lori, (24 juillet 1962 à Windsor - ), est un pilote de bobsleigh canadien.

## Palmarès
- 1 globe de cristal : 
  - Vainqueur du classement bob à 4 en 1990.